# Pomaretto
Pomaretto is een gemeente in de Italiaanse provincie Turijn (regio Piëmont) en telt 1110 inwoners (31-12-2004). De oppervlakte bedraagt 8,5 km², de bevolkingsdichtheid is 131 inwoners per km².

## Demografie
Pomaretto telt ongeveer 573 huishoudens. Het aantal inwoners daalde in de periode 1991-2001 met 3,9% volgens cijfers uit de tienjaarlijkse volkstellingen van ISTAT.
| Jaar | Inwoneraantal |
| ---- | ------------- |
| 1991 | 1128          |
| 2001 | 1084          |

## Geografie
Pomaretto grenst aan de volgende gemeenten: Perosa Argentina, Perrero, Inverso Pinasca, Pramollo.
1. ↑  https://demo.istat.it/?l=it.